# Municipio de Rich (Illinois)
El municipio de Rich (en inglés: Rich Township) es un municipio ubicado en el condado de Cook en el estado estadounidense de Illinois. En el año 2010 tenía una población de 76727 habitantes y una densidad poblacional de 810,08 personas por km².

## Geografía
El municipio de Rich se encuentra ubicado en las coordenadas 41°30′55″N 87°44′0″O / 41.51528, -87.73333. Según la Oficina del Censo de los Estados Unidos, el municipio tiene una superficie total de 94.72 km², de la cual 94.3 km² corresponden a tierra firme y (0.44%) 0.42 km² es agua.

## Demografía
Según el censo de 2010, había 76727 personas residiendo en el municipio de Rich. La densidad de población era de 810,08 hab./km². De los 76727 habitantes, el municipio de Rich estaba compuesto por el 26.2% blancos, el 68.36% eran afroamericanos, el 0.2% eran amerindios, el 1.28% eran asiáticos, el 0.04% eran isleños del Pacífico, el 1.4% eran de otras razas y el 2.52% pertenecían a dos o más razas. Del total de la población el 4.14% eran hispanos o latinos de cualquier raza.